# Islas Pitt
Las islas Pitt o islas Avellaneda (según Argentina) son un archipiélago conformado por pequeñas islas ubicadas al norte de la isla Renaud, en el extremo norte del archipiélago de las islas Biscoe en la Antártida, en las coordenadas 65°23′S 65°29′O / -65.383, -65.483. 

## Historia y toponimia
Fueron denominadas en 1832 por John Biscoe, en honor a William Pitt, hombre de nacionalidad británica. Biscoe erróneamente ubicó las islas a unas 25 millas al oesnoroeste de verdadera ubicación. La ubicación exacta fue localizada por la Expedición Británica a la Tierra de Graham de 1934 a 1937, al mando de John Rymill, quien cartografió el área.
En la toponimia antártica argentina, reciben el nombre de Nicolás Avellaneda, presidente de la República Argentina entre 1874 y 1880.

## Reclamaciones territoriales
Argentina incluye a las islas en el departamento Antártida Argentina dentro de la provincia de Tierra del Fuego, Antártida e Islas del Atlántico Sur; para Chile forman parte de la comuna Antártica de la provincia Antártica Chilena dentro de la Región de Magallanes y de la Antártica Chilena; y para el Reino Unido integran el Territorio Antártico Británico. Las tres reclamaciones están sujetas a los términos del Tratado Antártico.
Nomenclatura de los países reclamantes: 
- Argentina: islas Avellaneda
- Chile: islas Pitt
- Reino Unido: Pitt Islands